# هدايت أباد
هدايت‌ أباد (بالفارسية: هدایت‌آباد) هي قرية تقع في قسم سنغ بست الريفي في إيران. يقدر عدد سكانها بـ 628 نسمة بحسب إحصاء 2016.